# Ксиларія
Ксиларія (Xylaria) — рід грибів родини ксиларієві (Xylariaceae). Назва вперше опублікована 1789 року, походить від грецького xýlon, що означає дерево.

## Опис
Строми вертикальні, циліндричні, булавоподібні, ниткоподібні, лопатоподібні, прямі або зігнуті. Перитеції в переферичному шарі строми занурені, з часом трохи виступають, кулясті або яйцеподібні. Аски циліндричні, 8-спорові. Спори еліпсоподібні або туповеретиноподібні, одноклітинні, чорні. Конідіальне спороношення розвивається на поверхні молодої строми, вкриваючи її сірим або білуватим нальотом.

## Види
База даних Species Fungorum станом на 18.11.2019 налічує 240 видів роду Xylaria (докладніше див. Список видів роду ксиларія).
У другому томі Визначника грибів України видання 1969 року наведено вісім представників роду, що зростають в Україні:
- ксиларія рогоподібна (Xylaria corniformis);
- ксиларія довгонога (Xylaria longipes);
- ксиларія глодова (Xylaria oxyacanthae);
- ксиларія бульбиста (Xylaria bulbosa);
- ксиларія ниткоподібна (Xylaria filiformis);
- ксиларія плодолюбна (Xylaria carpophila);
- ксиларія деревоподібна (Xylaria arbuscula);
- ксиларія деревна (Xylaria hypoxylon).

## Галерея

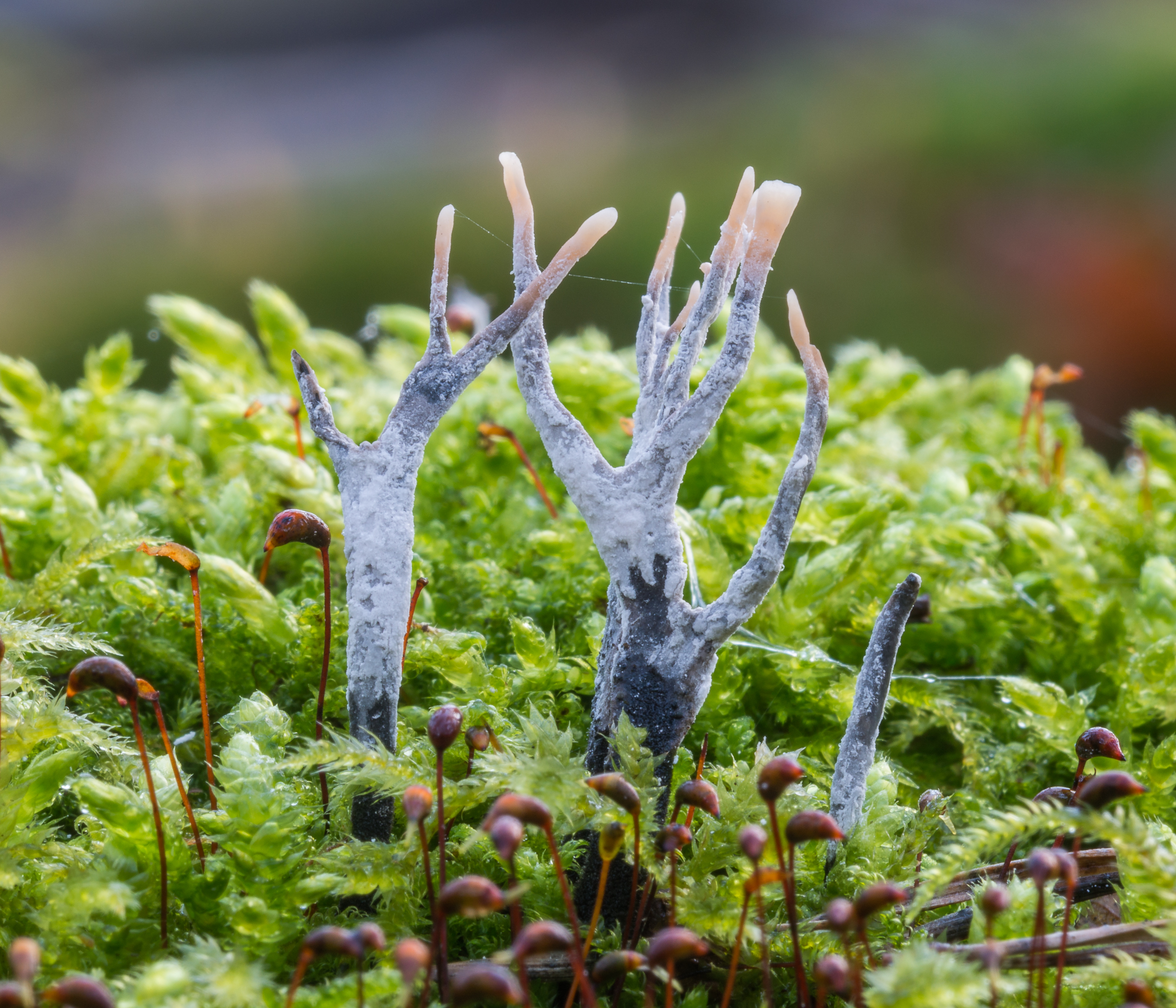
Xylaria hypoxylon
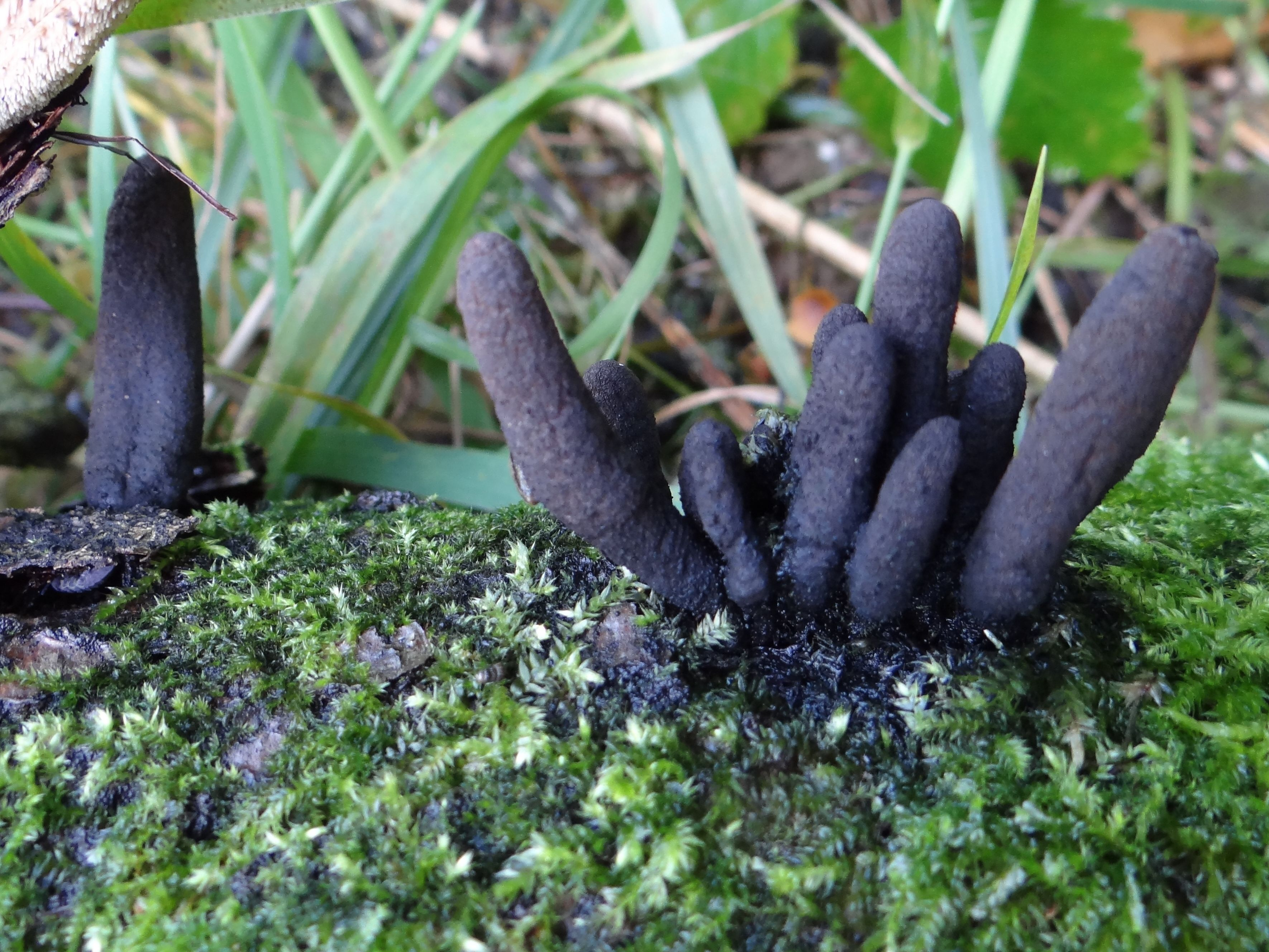
Xylaria longipes
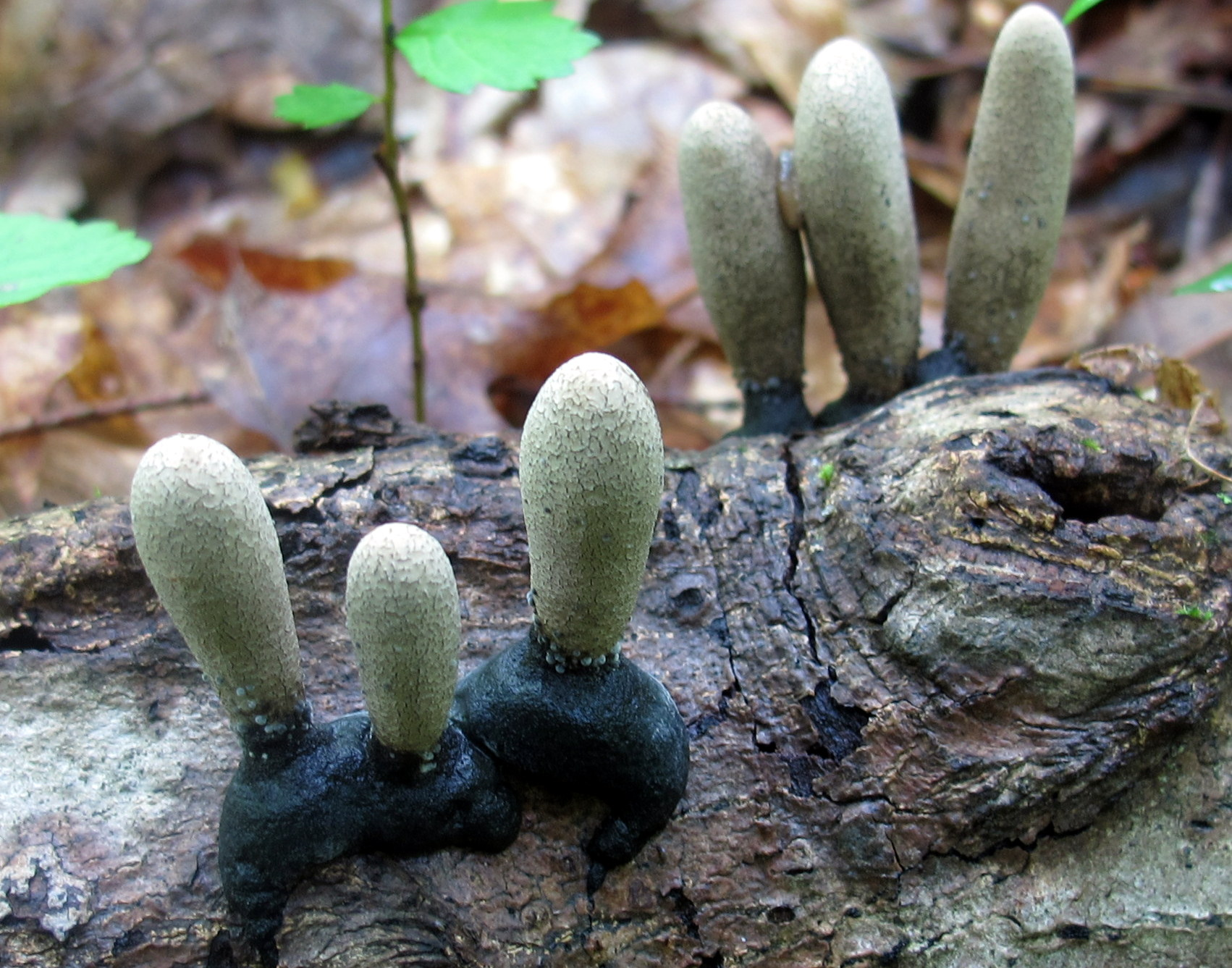
Xylaria polymorpha
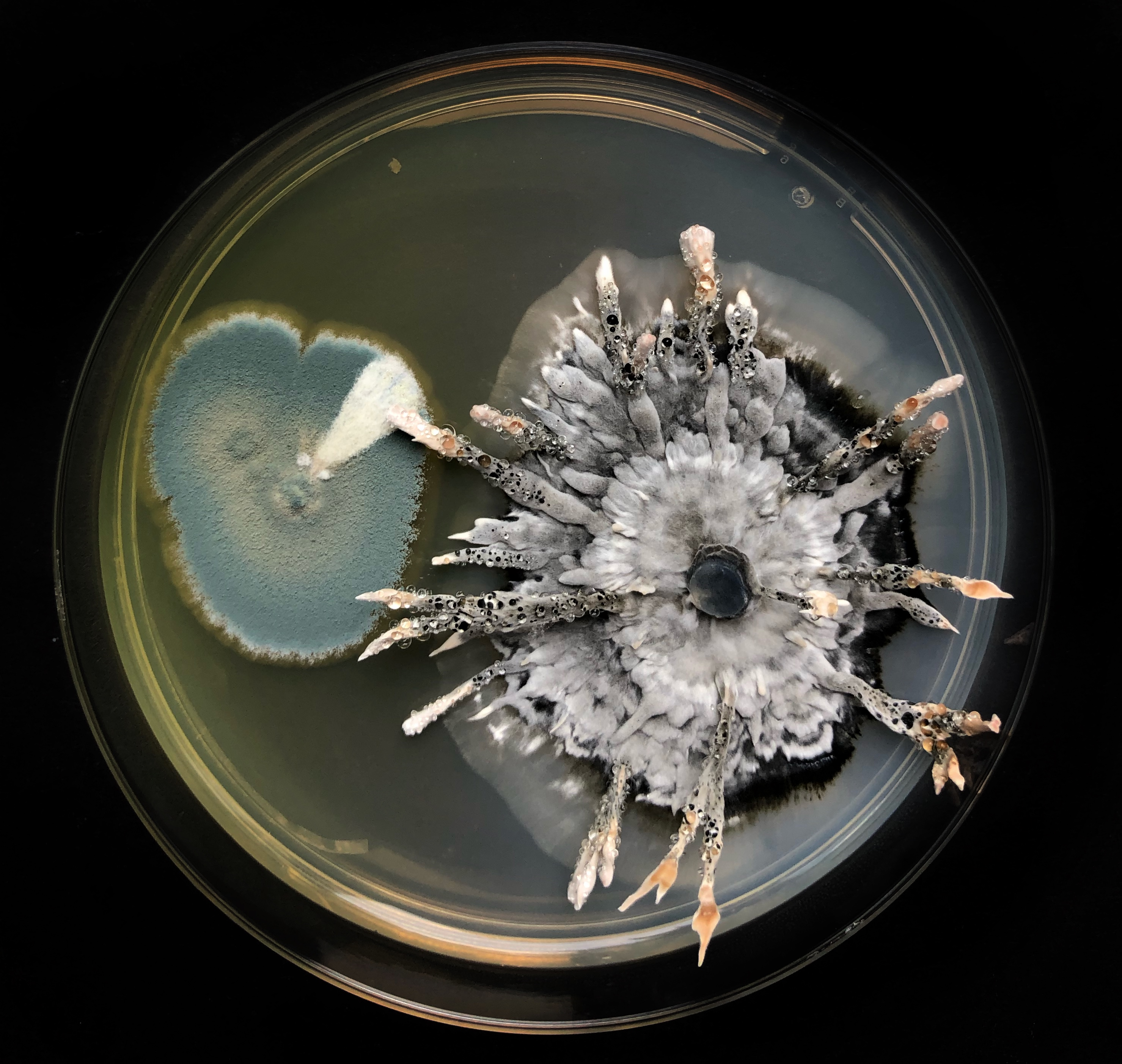
Взаємодія Xylaria polymorpha та Penicillium polonicum у подвійній культурі